# Ghetto Izbica

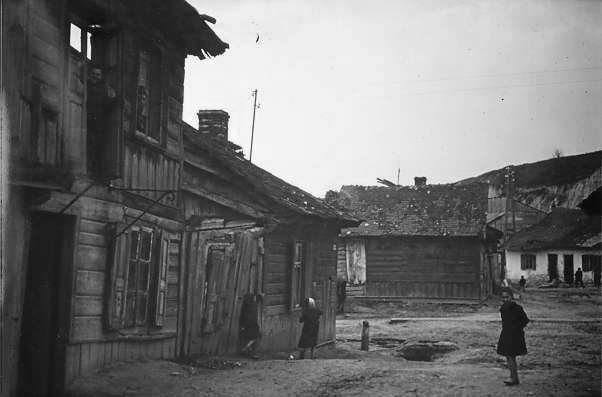
Im sogenannten Schtetl lebten die überwiegend Jiddisch sprechenden Bewohner zumeist in Holzhäusern.

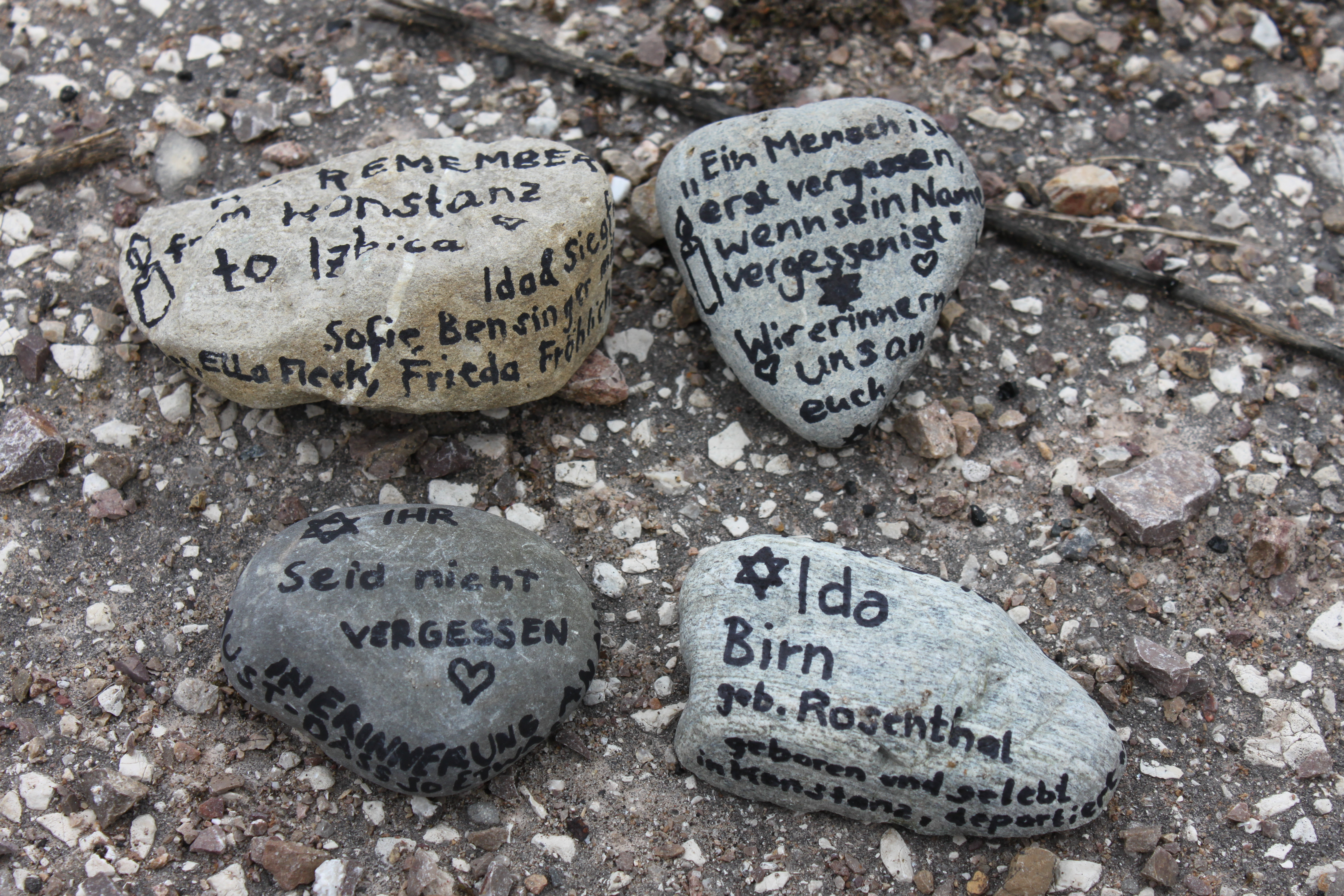
Besucher beschrifteten Kieselsteine zur Erinnerung an Deportierte aus Konstanz. Gleisanlage in Izbica, 2013.

Das Ghetto Izbica war im Zweiten Weltkrieg ab 1942 für deportierte Juden eine Durchgangsstation, auch Transit-Ghetto oder Durchgangsghetto genannt, in die Vernichtungslager des Holocausts, insbesondere zum Vernichtungslager Belzec und Vernichtungslager Sobibor. Kommandant war der SS-Hauptsturmführer Kurt Engels, dessen Stellvertreter war Ludwig Klemm.
Der Ort Izbica liegt in Polen südöstlich von Lublin. Der Ort war ein Transit-Ghetto zwischen Belzec und Sobibor. Weitere Orte als Transit-Ghetto waren Piaski, Rejowiec, Krasnystaw, Opole Lubelskie, Deblin, Zamosc, Chelm, Wlodawa und Międzyrzec Podlaski. Alle außer Miedzyrzec Podlaski lagen nahe bei oder direkt an den Eisenbahnstrecken, die nach Belzec bzw. Sobibor führten. Miedzyrzec Podlaski lag an der Strecke zum Vernichtungslager Treblinka. Durchgangsghetto bedeutete, dass die Häftlinge verteilt auf die vorhandenen Wohnungen untergebracht wurden und es keine bewachte Umzäunung gab. Das Verbot bei Todesstrafe, den Ort zu verlassen, und eine weiträumige Überwachung genügte in dieser abgelegenen Ortschaft, um die Gefangenen zu halten.

## Geschichte
Im Rahmen der Aktion Reinhard wurden Tausende Juden zunächst in kleinen Orten als Zwischenlager bis zur Fertigstellung der Vernichtungslager einquartiert. Der vormalige Gauleiter von Wien, Odilo Globocnik, nun verantwortlicher Leiter der Aktion, richtete in Izbica mit den Vorerfahrungen aus Wien einen Judenrat ein, welcher gezwungen war, im Sinne der SS im Ghetto mitzuwirken.
Am 3. Januar 1942 hatte der Chef des Amtes des Generalgouverneurs, Josef Bühler, dem Gouverneur des deutschen Distrikts Lublin, Ernst Zörner, mitgeteilt, dass etwa 14.000 deutsche, tschechische und slowakische Juden in die Region Lublin gebracht würden und dort eine Zeit lang gefangen bleiben sollten. Danach wurde Izbica u. a. als Ort für ein Durchgangsghetto festgelegt. Um seine „Aufnahmekapazität“ zu verbessern, wurden zunächst etwa 1.500 polnische Juden nach Krasniczyn und Gorzkow deportiert.
SS-Hauptsturmführer Richard Türk leitete bis Mai 1941 im Distrikt Lublin die zuständige Abteilung „Bevölkerungswesen und Fürsorge“ (BuF) und plante die Deportationen. Sein Nachfolger war bis zum Februar 1943 Georg Hartig, Mitglied im Bund Deutscher Osten. Die BuF-Abteilung in der Verwaltung des Kreises Krasnystaw, in dessen Bereich Izbica lag, leitete der Justizobersekretär Rudolf Rieger.
Thomas Blatt, ein Überlebender des Holocaust aus und in dieser Region, erlebte als Kind mehrere überraschende Zusammentreibungen, Razzien und Deportationen; sein Vater war Mitglied im Judenrat. Blatt kam mit Familie schließlich nach Sobibór, wo seine Angehörigen sofort getötet wurden, während er als Arbeitsgefangener und als Beteiligter am Aufstand von Sobibór überlebte.
Neben den Juden aus dem Generalgouvernement genannten besetzten Teil Polens durchliefen auch Juden aus Westeuropa dieses KZ. Bereits am 11. März 1942 kam ein Zug mit tausend Juden aus Theresienstadt an. Von März bis Juni 1942 wurden 17.000 ausländische Juden nach Izbica deportiert. Zeitweise lebten über 19.000 Menschen in einem Ort mit Holzhäusern, dessen Einwohnerzahl vorher lediglich 4.500 betragen hatte. Von dem Sammellager gingen Bahntransporte in die Vernichtungslager Belzec und Sobibór. 4.500 Juden wurden von der SS bei verschiedenen „Aussiedlungen“ auf dem örtlichen Friedhof erschossen. Das KZ als Transit-Ghetto wurde nach dem letzten Deportationszug am 28. April 1943 geschlossen.
Der polnische Widerstandskämpfer und Offizier Jan Karski konnte, als ukrainischer Milizionär (Trawnik) getarnt, den Massenmord an Juden in Vernichtungslagern beobachten und der Londoner Exilregierung melden. Es wurde aber nach dem Krieg auch von ihm vermutet, dass er die grausamen Ereignisse nicht direkt im Lager Belzec, sondern im Durchgangsghetto Izbica gesehen hatte.
Ein in der Geschichte des Nationalsozialismus bislang nur einmal bekanntgewordenes Geschehen wurde im Jahre 2006 enthüllt: Mit jüdischen Grabsteinen des örtlichen Friedhofs wurde das Gestapo-Gefängnis errichtet, heute ein Gebäude des Polizeipostens. Die Steine wurden mittlerweile behutsam abgetragen und würdevoll auf den jüdischen Friedhof von Izbica zurückgeführt, wo sie an den Außenmauern des Ohel, der Begräbnisstätte von Rabbiner Mordechai Josef Leiner, angebracht worden sind.

## Einsatz jüdischer Polizei bei Deportationen
Der volksdeutsche Bürgermeister von Izbica, Jan Szulc (Jan Schultz), gründete eine eigene Abteilung jüdischer Polizisten tschechischer Herkunft, den jüdischen Ordnungsdienst. Vorteil für die Besatzer waren deren deutsche Sprachkenntnisse; zudem hatten viele den Militärdienst geleistet. Dies garantierte den Deutschen Ordnung und Disziplin bei den Vorbereitungen der Deportationen. Weiter gab es jüdische Polizisten (Ordnungsdienst), die dem polnischen Judenrat untergeordnet waren. Diese Polizei-Abteilungen konnten nach Bedarf gegen die verschiedenen nationalen jüdischen Bevölkerungsgruppen eingesetzt werden.
Bei „Aussiedlungsaktionen“ genannten Deportationen beteiligten sich nicht nur SS- und Gestapomänner aus Izbica selbst, sondern auch SS-Männer aus Lublin, Zamosc und Krasnystaw. Auch die Vertreter der Zivilverwaltung aus Krasnystaw, mit dem Bürgermeister an der Spitze, nahmen daran aktiv teil. Zusätzlich wurden Einheiten der KZ-Wachmannschaften aus dem SS-Ausbildungslager in Trawniki, die hauptsächlich aus Ukrainern und Mitgliedern der polnischen Feuerwehr bestanden, herangezogen.
Lange behielten die ausländischen Juden in Izbica die Hoffnung, eine Deportation von dort bedeute die Fahrt zu einer Arbeitsstelle, die es in Izbica offensichtlich nicht gab.

## Die letzten Deportationen
Die vorletzte Deportation des Jahres 1942 erfolgte am 2. November. Danach sollten Ort und Region vollständig „judenrein“ gemacht werden. Als der letzte Zug schließlich abfuhr, blieben viele auf der Wiese am Bahnhof zurück. Kurt Engels befahl daraufhin, alle verbliebenen Juden in das Kino im Ort zu sperren. In diesem Gebäude hielt man sie Tage lang fest, bis SS-Männer sie schließlich gruppenweise herausführten, um sie auf dem jüdischen Friedhof zu erschießen. Diese Ermordung von mehr als 1000 Menschen wurde von der einheimischen Bevölkerung beobachtet.
Offiziell galt Izbica nun als „judenrein“, obwohl in der umliegenden Gegend noch Geflohene oder Versteckte lebten.

## Ghetto als Sammellager
Der Höhere SS- und Polizeiführer Krüger befahl im Dezember 1942 „die Errichtung von Ghettos in den einzelnen Distrikten. Auch in Izbica entstand ein Ghetto, welches bis zu seiner endgültigen Liquidation im April 1943 existierte. Einige hundert polnische Juden, die in dem Ghetto gelebt hatten, wurden in Sobibór ermordet.“

## Erklärung für die verschiedenen Lagerfunktionen
Robert Kuwałek nennt zwei Erklärungsansätze für die verschiedenen Lagerfunktionen: a) als Täuschungsmanöver (das erinnert an die Funktion der Zwischenanstalten bei der Euthanasie-Aktion T4 im Reich) und b) als Reservekapazität bis zum Ausbau der Vernichtungslager. Beide Erklärungsansätze müssen einander nicht widersprechen und können durchaus bewusst nebeneinander als Begründung gedient haben. Es kann aber auch sein, dass es der SS nur um die Reservekapazität ging.
Bereits in der ersten Märzhälfte 1942, also noch vor dem eigentlichen Beginn der „Aktion Reinhardt“, kamen Transporte mit ausländischen Juden im Distrikt Lublin an und wurden überwiegend nach Izbica gebracht. „Die Existenz von Izbica und auch der anderen Durchgangsghettos stellt die Historiker vor die grundsätzliche Frage, warum in der ersten Hälfte des Jahres 1942 Tausende ausländischer Juden in die Lubliner Gegend und insbesondere in diese Kleinstädte gebracht wurden. Darauf gibt es zwei hypothetische Antworten: Die Deportationen nach Izbica könnten schlicht der Propaganda gedient haben. Es ging darum, dass die Nationalsozialisten den in Deutschland, Tschechien oder der Slowakei verbliebenen Juden demonstrieren wollten, dass sie tatsächlich nur zur Arbeit in den Osten „umgesiedelt“ würden. Deshalb hatte man anfangs noch die Möglichkeit, Nachrichten zu verschicken, wenn auch in den meisten Fällen stark zensiert. Der zweite Grund könnte darin begründet liegen, dass die Vernichtungslager in dieser Zeit noch nicht über ausreichende Kapazitäten verfügten, um so viele Transporte aufzunehmen. Erst ihr Ausbau im Mai und Juni 1942 mit den vergrößerten Gaskammern machte es möglich, eine so große Anzahl von Menschen zu töten.“ Die Abtransporte im Oktober und November nutzten also die nun vorhandenen Tötungskapazitäten.

## Gedenken

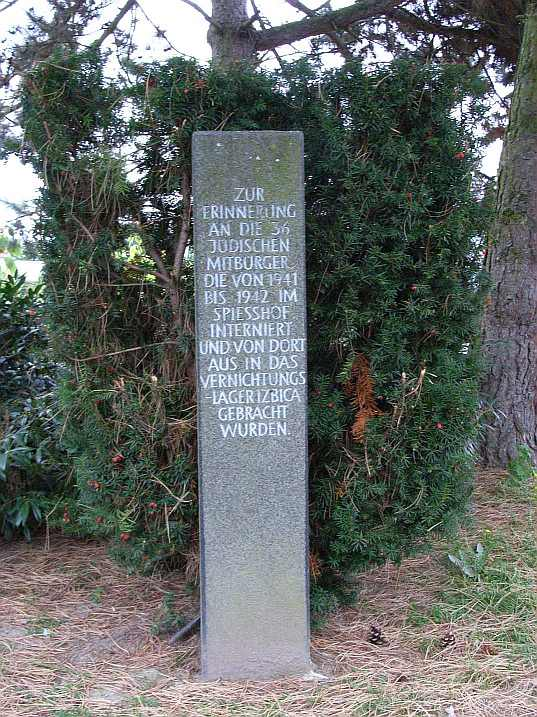
In Hetzerath erinnert eine Gedenkstele an die Deportation von 36 Menschen aus Erkelenz nach Izbica.

In vielen Städten liegen Stolpersteine, die in ihrer Inschrift den Deportationsort Izbica nennen.
Mehrere Denkmäler erinnern an die Ermordeten. Auf dem jüdischen Friedhof von Izbica wurde am 16. November 2006 eine Gedenktafel eingeweiht. An der Zeremonie nahmen unter anderen der polnische Oberrabbiner Michael Schudrich und der deutsche Botschafter Reinhard Schweppe teil. Die Tafel vermittelt die Geschichte des ehemaligen jüdischen Friedhofs.
Auf einem kleinen Platz im Ort wurde am 10. Mai 2007 durch mainfränkische Kommunen ein Gedenkstein für die deportierten Juden aus den fränkischen Regierungsbezirken errichtet. Es handelt sich um einen Muschelkalkblock aus Frickenhausen.
In Hetzerath (Erkelenz) steht eine Stele. In Stuttgart mahnt die Gedenkstätte am Nordbahnhof „Zeichen der Erinnerung“ an die Deportation vom 26. April 1942 nach Izbica. Am Bahnhof Wuppertal-Steinbeck erinnert ein Obelisk an die Deportierten und deren Deportationsorte.
Das Mahnmal für die österreichischen jüdischen Opfer der Schoah nennt auch Izbica.

## Film
- Wolfgang Schoen, Frank Gutermuth (Autoren): Izbica – Drehkreuz des Todes, TV-Dokumentation, D, 2006. (Film auch über die vermauerten Grabsteine)
- Auf der Suche nach Fritz Kann, Dokumentarfilm 2020/2022, Produzent und Regie Marcel Kolvenbach, Deutschland, Polen, Argentinien 100 min, (Trailer (2022))